# چارلتن هایتس (ویرجینیای غربی)
چارلتن هایتس(به انگلیسی: Charlton Heights) شهری در ایالت ویرجینیای غربی کشور ایالات متحده آمریکا است که جمعیت آن در سرشماری سال ۲۰۱۰ میلادی، ۴۰۶ نفر بوده‌است.